# Rastal
Die RASTAL GmbH & Co. KG (aus Rastertechnik und Kristall) mit Sitz in Höhr-Grenzhausen im Westerwald ist ein unter der Führung der Rastal Verwaltungsgesellschaft mbH operierender Hersteller dekorierter Trinkgefäße, vor allem von Biergläsern. Das Unternehmen hat Mitarbeiter an Produktionsstätten in Höhr-Grenzhausen, Ransbach-Baumbach, Chur und Gleiwitz und stellt jährlich rund 120 Millionen dekorierte Trinkgefäße her.

## Geschichte
Nach einer Lehre bei seinem Bruder Emil Sahm gründete Eugen Sahm 1919 die Sahm-Merkelbach GmbH als Großhandel für Steinzeug, Glas und Porzellan in Höhr-Grenzhausen. Nach dem Zweiten Weltkrieg wurde mit der Glasveredelung ein neuer Betriebszweig geschaffen – in damaliger Zeit vorwiegend in Form der klassischen Handmalerei, ergänzt von einer eigenen Zinngießerei zur Herstellung und Anbringung von Zinndeckeln. Nach dem Tod des Firmengründers 1952 übernahmen die Söhne Günter und Werner Sahm die Führung des Unternehmens, das sich fortan auf die Glasveredelung im manuellen Siebdruck und im Transferbildverfahren spezialisierte. 1959 wurde der Firmenname Rastal entwickelt – abgeleitet aus den Begriffen „Rastertechnik“ und „Kristall“. 1964 wurde von Rastal die Idee des Marken-Exklusivglases entwickelt. Der Grundgedanke: ein individuell für eine Marke entwickeltes Glasdesign, das exklusiv dieser Marke vorbehalten ist. Bis zu diesem Zeitpunkt nutzten die Getränkemarken meist regionaltypische Standard-Glasformen. Der Bitburger-Pokal, der bis heute von der Bitburger Brauerei in der Gastronomie eingesetzt wird, war das erste Marken-Exklusivglas, das von Rastal realisiert wurde. Viele weitere bekannte Glasformen, wie die Warsteiner-Tulpe oder der Veltins-Pokal folgten. Heute gilt Rastal in diesem Bereich als Marktführer. Mehr als 100 Konzepte wurden alleine in den letzten 10 Jahren für Getränkemarken weltweit umgesetzt.

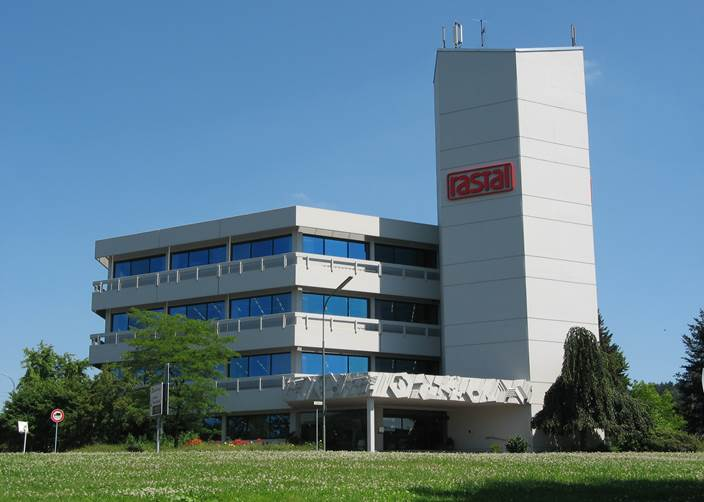
Verwaltungsgebäude Rastal GmbH & Co. KG

Seit 1984 setzte das Unternehmen zunehmend auf die vollautomatische Mehrfarben-Dekoration. 1992 übernahm mit Raymond und Stefan Sahm die dritte Generation die Unternehmensführung. 2008 führte Rastal als erstes Unternehmen UV-Technologie zur Glasdekoration ein. 2015 verlagerte das Unternehmen Teile der Produktion aus Höhr-Grenzhausen nach Gliwice, Polen und baute damit diesen Standort weiter aus. Seit 2015 sind Raymond Sahm († 12. November 2023) und sein Sohn Maximilian alleinige Inhaber des Unternehmens.
Auch heute noch treten die beiden Familienteile mit ihren jeweiligen Unternehmen Sahm und Rastal als Hauptkonkurrenten gegeneinander an.

## Niederlassungen
Das Tochterunternehmen in Gliwice (Polen) wurde als Produktions- und Vertriebsstandort für den osteuropäischen Markt 1995 in Betrieb genommen. 1997 wurde speziell für den italienischen Markt eine weitere Tochterfirma in Castel San Giovanni gegründet.

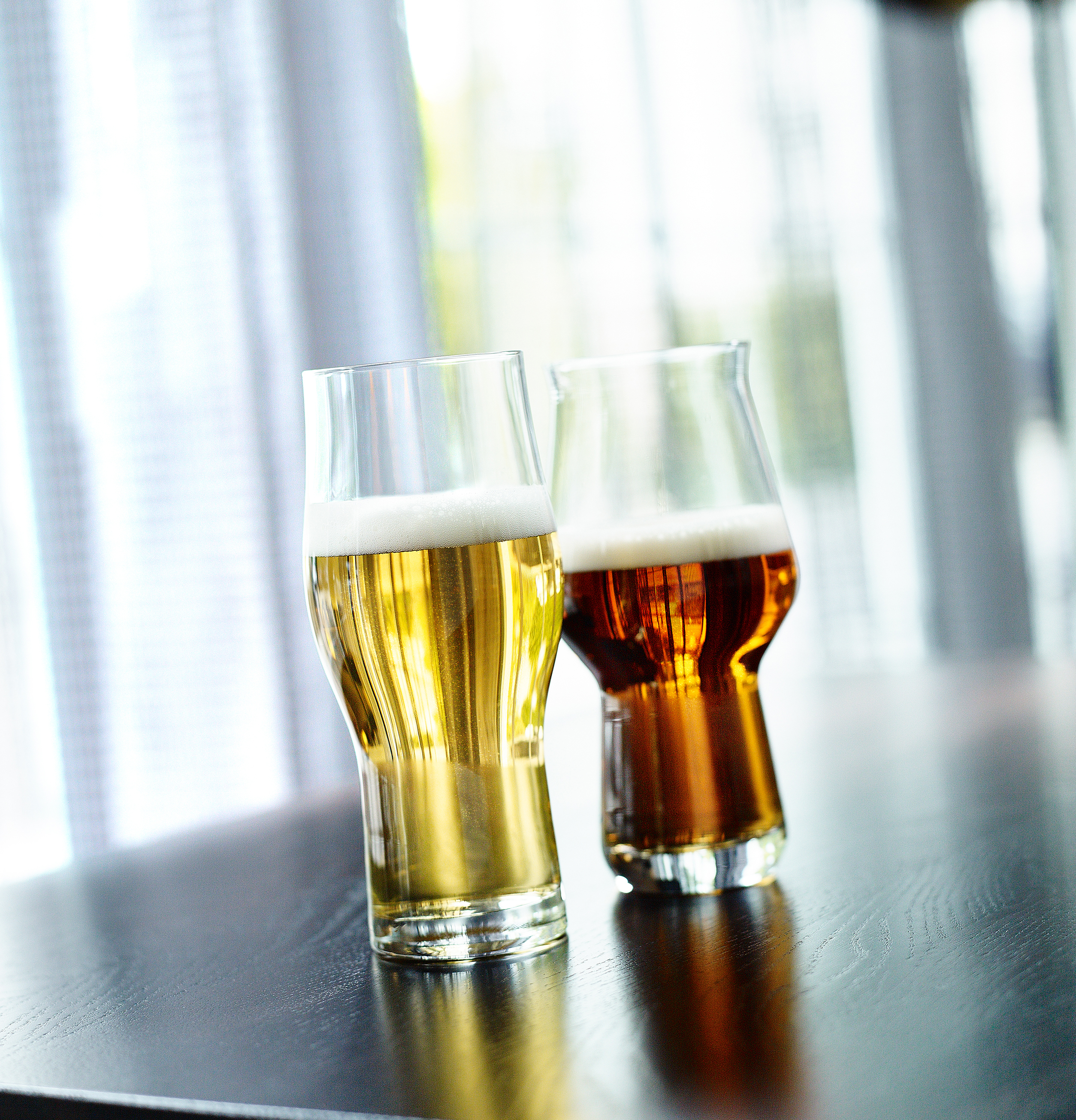
Craft-Bier-Gläser der Marke Rastal

## Auszeichnungen
- red dot design award – honourable mention 2016.[5]
- Marken des Jahrhunderts – Stars 2016 vom Verlag Deutsche Standards.[6]
- iF product design award 1980–2016.[7]
- Good Design Award des Chicago Athenaeum 2005.[8]

## Film
- Der Glas-Primus. Gläser-Design von Rastal in Höhr-Grenzhausen. Dokumentarfilm, Deutschland, 2016, 29:46 Min., Buch und Regie: Sabine Keller, Produktion: SWR, Reihe: made in Südwest, Erstsendung: 14. September 2016 bei Südwest Fernsehen.